# Mariela Coronel
Mariela Coronel (Santiago del Estero, 20 de juny de 1981) és una migcampista de futbol exinternacional per l'Argentina, amb la qual ha jugat el Mundial 2003 i els Jocs Olímpics 2008.

## Trajectòria
| Temporades    | Club                     | Títols |
| ------------- | ------------------------ | ------ |
| 00/01 - 03/04 | Independiente Avellaneda |        |
| 04/05 - 06/07 | San Lorenzo              |        |
| 07/08 - 14/15 | Prainsa Saragossa        |        |
| 15/16         | Atlético de Madrid       | 1 Copa |
| 16/17 - act.  | Madrid CFF               |        |